# Dealing The Death Card
Dealing The Death Card es el segundo LP de Zombie Ghost Train lanzado en el año 2007 editado en el sello Fiend Force. Contiene 13 pistas mostrando de nuevo su estilo psychobilly con toques de rock n' roll clásico y un avance en la ejecución. Las letras siguen la misma tendencia de los discos anteriores. 

## Listado de canciones
1. Step Into My Coffin
2. Mystery Woman
3. Bats In The Belfry
4. 13 Tears
5. The Big Fog
6. Monster Rock n' Roll
7. Teddy Boy Boogie
8. Dealing The Death Card
9. To The River
10. The Undead Sea
11. Long Dark Night
12. Trouble
13. Dead End Crew
- Datos: Q5800915